# Even in Arcadia
Even in Arcadia ist das vierte Studioalbum der britischen Rock-Band Sleep Token. Das Album erschien am 9. Mai 2025 über RCA Records. Es erreichte Platz eins der deutschen und britischen Albumcharts.

## Entstehung
Sleep Token wurden im Februar 2024 von RCA Records unter Vertrag genommen. Sämtliche Lieder wurden von Sänger Vessel und dem Schlagzeuger II geschrieben, während Vessel sämtliche Texte verfasste. Even in Arcadia wurde wie das Vorgängeralbum Take Me Back to Eden von Carl Brown produziert und gemischt, während Ste Kerry das Mastering übernahm. Als Gastmusikerin ist die Saxofonistin Gabi Rose bei dem Lied Emergence zu hören.
Der Albumtitel wird mit der lateinischen Phrase Et in Arcadia ego in Verbindung gebracht. Arkadien ist eine Region im Zentrum der griechischen Halbinsel Peloponnes. Die oben genannte Phrase bedeutet im Deutschen so viel wie „Auch ich (war) in Arkadien“ und stellen einen Ausspruch des Todes dar.

## Veröffentlichung
Am 13. März 2025 wurde das Album angekündigt. Gleichzeitig wurde mit Emergence die erste Single ausgekoppelt. Bei dem Musikvideo führte Elia Pellegrini Regie. Am 4. April 2025 folgte die zweite Single Caramel, bevor am 25. April 2025 die dritte Single Damocles erschien. Mit den Singles konnten sich Sleep Token erstmals in den britischen und US-amerikanischen Singlecharts platzieren. Emergence erreichte die Plätze 17 bzw. 57, Caramel die Platzierungen 10 bzw. 34 und Damocles Platz 25 bzw. 47.

## Titelliste
1. Look to Windward – 7:46
2. Emergence – 6:26
3. Past Self – 3:35
4. Dangerous – 4:11
5. Caramel – 4:50
6. Even in Arcadia – 4:28
7. Provider – 6:06
8. Damocles – 4:25
9. Gethsemane – 6:23
10. Infinite Baths – 8:23

## Rezensionen
Laut Rishi Shah vom britischen Magazin New Musical Express würden Sleep Token mit ihrem vierten Album „ihren Status als die Oberherren ihrer Szene und Generation besiegeln“. Das Album „sollte den Aufstieg der Band in die Spitze der Rockwelt fortführen ohne irgendetwas von dem zu kompromittieren, was Sleep Token zu spannend macht“. Shah vergab fünf von fünf Punkten. Emma Wilkes vom britischen Magazin Kerrang schrieb, dass die Band ihren Sound „nicht nur erweitert, sondern in etwas sechsdimensionales intensiviert“ haben. Lediglich bei den „einfacheren Liedern“ wird es „etwas wackelig“, wofür Wilkes vier von fünf Punkten vergab. Sam Law vom britischen Rolling Stone hingegen kritisierte, dass das „Muster, nur in der Mitte der Lieder eine Gitarre hören zu lassen, im besten Fall einfallslos und schablonenhaft wäre“. Im „schlimmsten Fall fühlt es sich geradezu zusammenhangslos an“. Law vergab drei von fünf Punkten.

## Kommerzieller Erfolg

### Chartplatzierungen
Even in Arcadia erreichte in der ersten Verkaufswoche den ersten Platz der deutschen Albumcharts. Auch im Vereinigten Königreich erreichte das Album Platz eins. Darüber hinaus erreichte das Album Platz eins in Australien, Belgien-Flandern, den Niederlanden Neuseeland und Österreich.
In den Vereinigten Staaten erreichte die Band ebenfalls zum ersten Mal die Chartspitze. In der ersten Woche nach der Veröffentlichung wurden in den Vereinigten Staaten rund 127.000 Album-äquivalenten Einheiten verkauft, wovon rund 73.500 reine Albumverkäufe waren. 47.000 Einheiten entfielen auf Vinylverkäufe.
| ChartsChartplatzierungen            | Höchstplatzierung | Wochen |
| ----------------------------------- | ----------------- | ------ |
| Deutschland (GfK)                   | 1 (… Wo.)         | …      |
| Österreich (Ö3)                     | 1 (11 Wo.)        | 11     |
| Schweiz (IFPI)                      | 2 (6 Wo.)         | 6      |
| Vereinigte Staaten (Billboard)      | 1 (… Wo.)         | …      |
| Vereinigte Staaten (Billboard Rock) | 1 (… Wo.)         | …      |
| Vereinigtes Königreich (OCC)        | 1 (… Wo.)         | …      |

### Auszeichnungen für Musikverkäufe
| Land/Region                  | Auszeichnungen für Musikverkäufe (Land/Region, Auszeichnung, Verkäufe) | Verkäufe |
| ---------------------------- | ---------------------------------------------------------------------- | -------- |
| Vereinigtes Königreich (BPI) | Silber                                                                 | 60.000   |
| Insgesamt                    | 1× Silber ·                                                            | 60.000   |